# رويسيوفيل
رويسيوفيل (بالفرنسية: Ruisseauville)‏ هي بلدية تقع في إقليم باد كاليه من منطقة نور با دو كاليه في شمال فرنسا. تبلغ مساحة هذه المدينة 3.89 (كم²)، وترتفع عن سطح البحر 139 م، يبلغ عدد سكانها 143 نسمة حسب إحصاء المعهد الوطني للإحصاء والدراسات الاقتصادية سنة 2009 م. وترأس Serge Pouthe البلدية خلال فترة (2008-2014).